# ویرجینیا بیچ (فلوریدا)
ویرجینیا بیچ (به انگلیسی: Virginia Gardens) روستای در شهرستان میامی-دید ایالت فلوریدا است که در سال ۱۹۴۷ بنیان‌گذاری شده‌است. این روستا طبق سرشماری سال ۲۰۱۰ میلادی، ۲٬۳۷۵ نفر جمعیت داشته و مساحت آن نیز ۰٫۸ کیلومتر مربع است.